# デボン紀
| 累代        | 代     | 紀           | 紀                   | 世               | 期                   | 基底年代 Mya |
| ----------- | ------ | ------------ | -------------------- | ---------------- | -------------------- | ------------ |
| 顕生代      | 新生代 | 新生代       | 新生代               | 新生代           | 新生代               | 66           |
| 顕生代      | 中生代 | 中生代       | 中生代               | 中生代           | 中生代               | 251.902      |
| 顕生代      | 古生代 | ペルム紀     | ペルム紀             | ローピンジアン   | チャンシンジアン     | 254.14       |
| 顕生代      | 古生代 | ペルム紀     | ペルム紀             | ローピンジアン   | ウーチャーピンジアン | 259.1        |
| 顕生代      | 古生代 | ペルム紀     | ペルム紀             | グアダルピアン   | キャピタニアン       | 265.1        |
| 顕生代      | 古生代 | ペルム紀     | ペルム紀             | グアダルピアン   | ウォーディアン       | 268.8        |
| 顕生代      | 古生代 | ペルム紀     | ペルム紀             | グアダルピアン   | ローディアン         | 272.95       |
| 顕生代      | 古生代 | ペルム紀     | ペルム紀             | シスウラリアン   | クングーリアン       | 283.5        |
| 顕生代      | 古生代 | ペルム紀     | ペルム紀             | シスウラリアン   | アーティンスキアン   | 290.1        |
| 顕生代      | 古生代 | ペルム紀     | ペルム紀             | シスウラリアン   | サクマーリアン       | 293.52       |
| 顕生代      | 古生代 | ペルム紀     | ペルム紀             | シスウラリアン   | アッセリアン         | 298.9        |
| 顕生代      | 古生代 | 石炭紀       | ペンシルバニアン亜紀 | 後期             | グゼリアン           | 303.7        |
| 顕生代      | 古生代 | 石炭紀       | ペンシルバニアン亜紀 | 後期             | カシモビアン         | 307          |
| 顕生代      | 古生代 | 石炭紀       | ペンシルバニアン亜紀 | 中期             | モスコビアン         | 315.2        |
| 顕生代      | 古生代 | 石炭紀       | ペンシルバニアン亜紀 | 前期             | バシキーリアン       | 323.2        |
| 顕生代      | 古生代 | 石炭紀       | ミシシッピアン亜紀   | 後期             | サープコビアン       | 330.9        |
| 顕生代      | 古生代 | 石炭紀       | ミシシッピアン亜紀   | 中期             | ビゼーアン           | 346.7        |
| 顕生代      | 古生代 | 石炭紀       | ミシシッピアン亜紀   | 前期             | トルネーシアン       | 358.9        |
| 顕生代      | 古生代 | デボン紀     | デボン紀             | 後期             | ファメニアン         | 372.2        |
| 顕生代      | 古生代 | デボン紀     | デボン紀             | 後期             | フラニアン           | 382.7        |
| 顕生代      | 古生代 | デボン紀     | デボン紀             | 中期             | ジベティアン         | 387.7        |
| 顕生代      | 古生代 | デボン紀     | デボン紀             | 中期             | アイフェリアン       | 393.3        |
| 顕生代      | 古生代 | デボン紀     | デボン紀             | 前期             | エムシアン           | 407.6        |
| 顕生代      | 古生代 | デボン紀     | デボン紀             | 前期             | プラギアン           | 410.8        |
| 顕生代      | 古生代 | デボン紀     | デボン紀             | 前期             | ロッコヴィアン       | 419.2        |
| 顕生代      | 古生代 | シルル紀     | シルル紀             | プリドリ         |                      | 423          |
| 顕生代      | 古生代 | シルル紀     | シルル紀             | ラドロー         | ルドフォーディアン   | 425.6        |
| 顕生代      | 古生代 | シルル紀     | シルル紀             | ラドロー         | ゴースティアン       | 427.4        |
| 顕生代      | 古生代 | シルル紀     | シルル紀             | ウェンロック     | ホメリアン           | 430.5        |
| 顕生代      | 古生代 | シルル紀     | シルル紀             | ウェンロック     | シェイウッディアン   | 433.4        |
| 顕生代      | 古生代 | シルル紀     | シルル紀             | ランドベリ       | テリチアン           | 438.5        |
| 顕生代      | 古生代 | シルル紀     | シルル紀             | ランドベリ       | アエロニアン         | 440.8        |
| 顕生代      | 古生代 | シルル紀     | シルル紀             | ランドベリ       | ラッダニアン         | 443.8        |
| 顕生代      | 古生代 | オルドビス紀 | オルドビス紀         | 後期             | ヒルナンシアン       | 445.2        |
| 顕生代      | 古生代 | オルドビス紀 | オルドビス紀         | 後期             | カティアン           | 453          |
| 顕生代      | 古生代 | オルドビス紀 | オルドビス紀         | 後期             | サンドビアン         | 458.4        |
| 顕生代      | 古生代 | オルドビス紀 | オルドビス紀         | 中期             | ダーリウィリアン     | 467.3        |
| 顕生代      | 古生代 | オルドビス紀 | オルドビス紀         | 中期             | ダーピンジアン       | 470          |
| 顕生代      | 古生代 | オルドビス紀 | オルドビス紀         | 前期             | フロイアン           | 477.7        |
| 顕生代      | 古生代 | オルドビス紀 | オルドビス紀         | 前期             | トレマドキアン       | 485.4        |
| 顕生代      | 古生代 | カンブリア紀 | カンブリア紀         | フロンギアン     | ステージ10           | 489.5        |
| 顕生代      | 古生代 | カンブリア紀 | カンブリア紀         | フロンギアン     | ジャンシャニアン     | 494          |
| 顕生代      | 古生代 | カンブリア紀 | カンブリア紀         | フロンギアン     | ペイビアン           | 497          |
| 顕生代      | 古生代 | カンブリア紀 | カンブリア紀         | ミャオリンギアン | ガズハンジアン       | 500.5        |
| 顕生代      | 古生代 | カンブリア紀 | カンブリア紀         | ミャオリンギアン | ドラミアン           | 504.5        |
| 顕生代      | 古生代 | カンブリア紀 | カンブリア紀         | ミャオリンギアン | ウリューアン         | 509          |
| 顕生代      | 古生代 | カンブリア紀 | カンブリア紀         | シリーズ2        | ステージ4            | 514          |
| 顕生代      | 古生代 | カンブリア紀 | カンブリア紀         | シリーズ2        | ステージ3            | 521          |
| 顕生代      | 古生代 | カンブリア紀 | カンブリア紀         | テレニュービアン | ステージ2            | 529          |
| 顕生代      | 古生代 | カンブリア紀 | カンブリア紀         | テレニュービアン | フォーチュニアン     | 541          |
| 原生代      | 原生代 | 原生代       | 原生代               | 原生代           | 原生代               | 2500         |
| 太古代      | 太古代 | 太古代       | 太古代               | 太古代           | 太古代               | 4000         |
| 冥王代      | 冥王代 | 冥王代       | 冥王代               | 冥王代           | 冥王代               | 4600         |
| 1. 2. 3. 4. |        |              |                      |                  |                      |              |

デボン紀（デボンき、泥盆紀、Devonian period）は、地質時代の区分のひとつである。古生代の中ごろ、シルル紀の後、石炭紀の前で、約4億1600万年前から約3億5920万年前までの時期を指す。デヴォン紀と記載されることもある。イギリス南部のデヴォン州に分布するシルル紀の地層と石炭紀の地層にはさまれる地層をもとに設定された地質時代である。デボン紀は、魚類の種類や進化の豊かさと、出現する化石の量の多さから、「魚の時代」とも呼ばれている。

## デボン紀の環境

### 陸上の環境
デボン紀の開始時期にあたる約4億2000万年前、複数の陸塊同士（ローレンシア大陸やバルティカ大陸など）が衝突し、ユーラメリカ大陸が赤道直下に形成した。現在の北アメリカ東海岸、グリーンランド、スコットランドがユーラメリカ大陸の一部であった。ユーラメリカ大陸には、陸塊の衝突時にできた巨大な山脈があった。その山脈が大気の流れを大きく遮り、恒常的な降雨を周辺地域にもたらしていた。そのため長大な河川が出現し、この河川に沿って動植物が大陸内部まで活動範囲を拡げていくことが可能となった。
前代のシルル紀には既に植物の陸棲化は開始していたが、デボン紀には河川に沿って大規模に植生域が拡大していったアーケオプテリス（またはアルカエオプテリス、Archaeopteris）などのシダ状の葉を持つ樹木状植物（裸子植物の一種）が誕生したことにより、最古の森林が形成されていった。この森林の拡大にしたがい湿地帯も同時に形成されていった。
河川と森林そして湿地帯の存在が生物種の進化を支え、さらに大陸内部の気候は、乾季や、時には大規模な乾燥期もあったため、後述する昆虫類や両生類など、より乾燥に強い生物種の誕生を促した。

### 海洋環境
海洋では河川から流れてくる栄養もあり、コケムシやサンゴが大規模なコロニー（個体群）を形成していった。このコロニーに、腕足類、ウミユリ、三葉虫、甲殻類、直角殻のオウムガイなどが生息し、豊かな海を形成していた。アンモナイトもこの時代に誕生した。この豊かな海の時代に、板皮類などの古いタイプの魚類が繁栄を極めていた。サメなどの軟骨魚類もこの時代の海に出現した。

## 生物の進化

### 硬骨魚類の進化と両生類の出現

デボン紀の代表的な肉鰭類と両生類の図

現世の魚類の大部分が属する硬骨魚類もデボン紀に大発展した。彼等はこの前のシルル紀までに大陸河川域で棘魚類から分岐、進化したと考えられている。乾季などで気候が乾燥する時期には、水中の酸素濃度（溶存酸素）が低い環境にあるため、ハイギョやシーラカンスなどの肺を持った肉鰭類が登場した。さらにデボン紀後期には、ハイギョ類のエウステノプテロンか近傍の種から、アカントステガやイクチオステガといった両生類が出現した。

### 昆虫の出現
前代のシルル紀には、既にダニ（鋏角類）や、ムカデなどが属する多足類が陸上に出現しており、節足動物の陸棲化は脊椎動物よりも進んでいた。さらに約4億年前のデボン紀前期には、昆虫類が誕生した。
この昆虫類を含む六脚類の起源は、先行して上陸していた多足類である、と以前は考えられていた。しかし、遺伝子解析から昆虫類は、カニやエビが属する甲殻類や、ミジンコやフジツボが属する鰓脚類が、六脚類により近いと判明している。この結果から、昆虫類は現生の淡水のミジンコとの共通の祖先種から、後期シルル紀の淡水域において生息していたと考えられる。その祖先種から、前述の河川と陸上の境界域で進化を重ね、陸棲化したのが昆虫だと考えられる。実際、出現当初の昆虫類の化石は、淡水域と陸上であった場所でしか発見されておらず、また現生の昆虫のほとんどが陸棲である。
デボン紀の昆虫は、現在発見されている化石からは翅の獲得はみられず、原始的な形態であった。現在の昆虫類は、動物種の大半を占めるほど多種であるが、その多様な進化は石炭紀以降で顕著になったと思われる。

### サメの出現

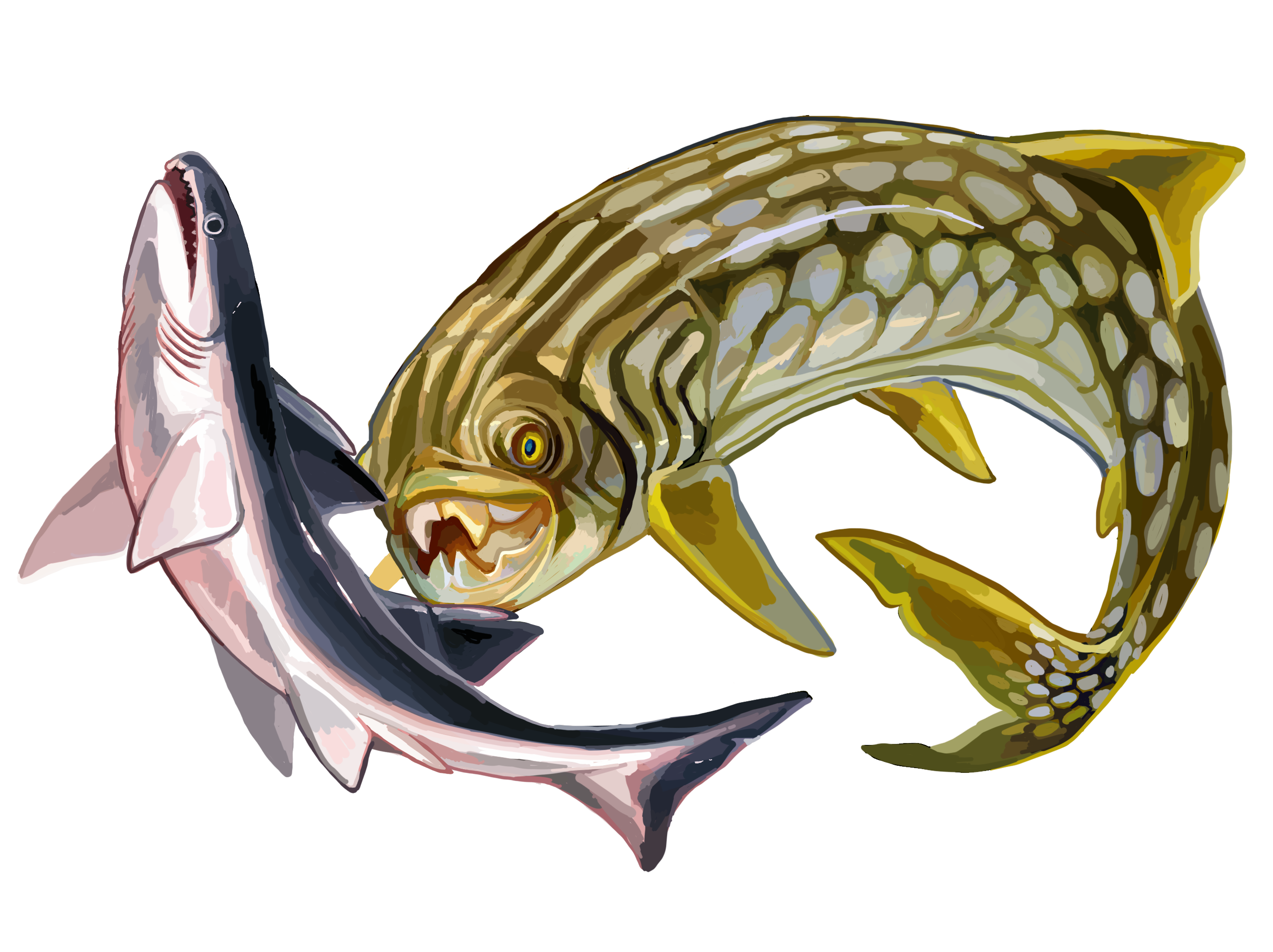
Ctenacanthiformesの一種（左）と大型の板皮類Holdenius（右）の復元図

サメなどの軟骨魚類は、前期デボン紀には存在していた。ただし歯の化石には、それよりも古いシルル紀末期のものもあるため、厳密に言えば、起源は前代のシルル紀にあると考えられる。
サメの祖先は不詳であるが、棘魚類に求める説が強い。例えばデボン紀の地層から知られるドリオドゥスは、棘魚類と軟骨魚類の共通の特徴を持っている。
代表的なデボン紀の軟骨魚類として、全頭類のクラドセラケが知られる。捕食生物であり、少なくとも5対の鰓を有し、硬い歯、背びれ、尾びれの形状と、現生のサメと変わらない形態をしていた。現生のサメを含む板鰓類も出現しており、初期のグループとしてCtenacanthiformesなどが知られる。

## 大量絶滅
デボン紀後期から石炭紀初期は、5大大量絶滅の一時期であり、特に前述のサンゴ礁を作る赤道域の浅海域で選択的に絶滅が起こっている。この大絶滅により、海洋生物種の82%が絶滅した。その中には、デボン紀に繁栄を極めたダンクルオステウスなどの板皮類や、原始的な脊椎動物である無顎類の大部分や、プロエタス目を除いた三葉虫の大部分が含まれる。
炭素、酸素、ストロンチウムなどの同位体測定や、元素分析による古環境解析から、気候の急激な寒暖の変化、海水面の後退、乾燥化、低酸素化、などの大きな環境変化がデボン紀後期に繰り返し発生し、おそらくこれらの環境変化が大量絶滅の要因と考えられている。